# 調壓器
调压器（英語：Pressure regulator）是一種自动调节流体出口压力使其稳定在某一压力范围内的装置，通常是只依靠被控流体的能量自行操作并保持被控压力恒定的阀，因此也称为调压阀或减压阀。
在实际应用上，调压器通常被用在燃气管路上，是一种特殊阀门，能够将管道上游燃气压力降至一定压力并输出到下游的阀门。燃气调压器也是一种自力式压力调节阀，即无需外加动力源。